# Минестроне
Минестрòне (на италиански: minestrone) е супа от зеленчуков бульон и бобови култури, към която може да се добави паста или ориз.

## Приготвяне
Най-честите съставки включват боб, лук, моркови, целина, картофи и домати. Минестроне е ястие, което варира в зависимост от региона и сезона, и се предлага в много варианти, което прави невъзможно еднозначното дефиниране на рецептата. Общата подготовка включва запръжка от лук и моркови, към които след това се добавят избраните зеленчуци, нарязани на по-големи или по-малки парчета, и към тях накрая се добавя вода или бульон до кипване – течност, в която зеленчуците след това се варят на тих огън. Преди сервиране супата често се овкусява с настърган пармезан.
Съставките, начинът на приготвяне, консистенцията и дори начинът на консумация варират според традицията на мястото, където са родени различните рецепти. Един от най-известните варианти е Генуезкото минестроне, което включва добавяне на песто преди сервиране. В Тоскана пък с остатъка от супата се прави т. нар. „риболита“ (ribollita), т.е. „преварено“. В супата, която е останала, се топи безсолен хляб и се вари наново, докато не стане на каша.

## История
Навремето традиционното минестроне се е приготвяло с наличните в момента зеленчуци в кухнята, което е позволявало да се консумират дори и тези, които не са били много пресни, и особено тези, които не са били лесно смилаеми без продължително готвене. Поради тази причина минестронето се счита за едно от бедните ястия par excellence, характерни за италианската селска кухня. С течение на времето обаче, с развитието на икономическата ситуация и хранителните навици, супата става ястие, ценено и в други социални среди, а понякога и предлагано от най-изисканите ресторанти.
Думата „минестроне“ на италиански език се използва и в преносен смисъл, за да обозначи набор от различни и не особено подредени неща, като например: „Тази телевизионна програма е едно минестроне от новини и репортажи“. 
Сборът от сурови и неовкусени, почистени и нарязани зеленчуци за приготвяне на минестроне се продава и като замразен продукт. Предимството е в бързината на приготвяне, но в сравнение с минестронето, приготвено от пресни зеленчуци, това от замразени зеленчуци обикновено се счита за по-малко добро.

## В масовата култура
Италианският певец Джорджо Габер в песента си Destra-Sinistra (1994) сравнява минестронето с минестрина (лека супа с дребна паста), заявявайки, че: „Една красива минестрина е отдясно (т.е. в десницата),/а минестронето е винаги отляво (т.е. в левицата).“

## Неиталиански варианти

### ЕкуадорскиMenestrón
Това е супа, приготвена с боб или леща, придружена от картофи, фиде, макарони, лук, домати и чушки, и гарнирана с босилек и риган. Обикновено се яде за обяд.

### ПеруанскиMenestrón
Прави се от дебела паста, месо, зеле, моркови, лук, чесън, босилек и настъргано сирене, към които се добавят типично перуански съставки като царевица, боб и бели картофи.

### ВенецуелскиMenestrón
Прави се със сушен грах, сварен в бульон. Обикновено се получава гъста супа, която съдържа зеленчуци (моркови, картофи, зелен фасул), дребна паста или ориз и месни продукти (пушена нарязана на кубчета шунка, пушена, обезкостена и нарязана свинска пържола, пушен бекон, наденици). Понякога се използват и други съставки като малък грах, нахут, царевични зърна. В някои венецуелски домове се прави с червен боб.